# Salmo 74
Il salmo 74 (73 secondo la numerazione greca) costituisce il settantaquattresimo capitolo del Libro dei salmi.